# Annales du Jardin Botanique de Buitenzorg
Annales du Jardin Botanique de Buitenzorg (abreviado Ann. Jard. Bot. Buitenzorg) fue una revista ilustrada con descripciones botánicas que fue editada por el Jardín Botánico de Buitenzorg. Se publicaron 50 números en los años 1876-1940. Fue reemplazada en el año 1941 por Annals of the Botanic Gardens, Buitenzorg.